# Mutilazione

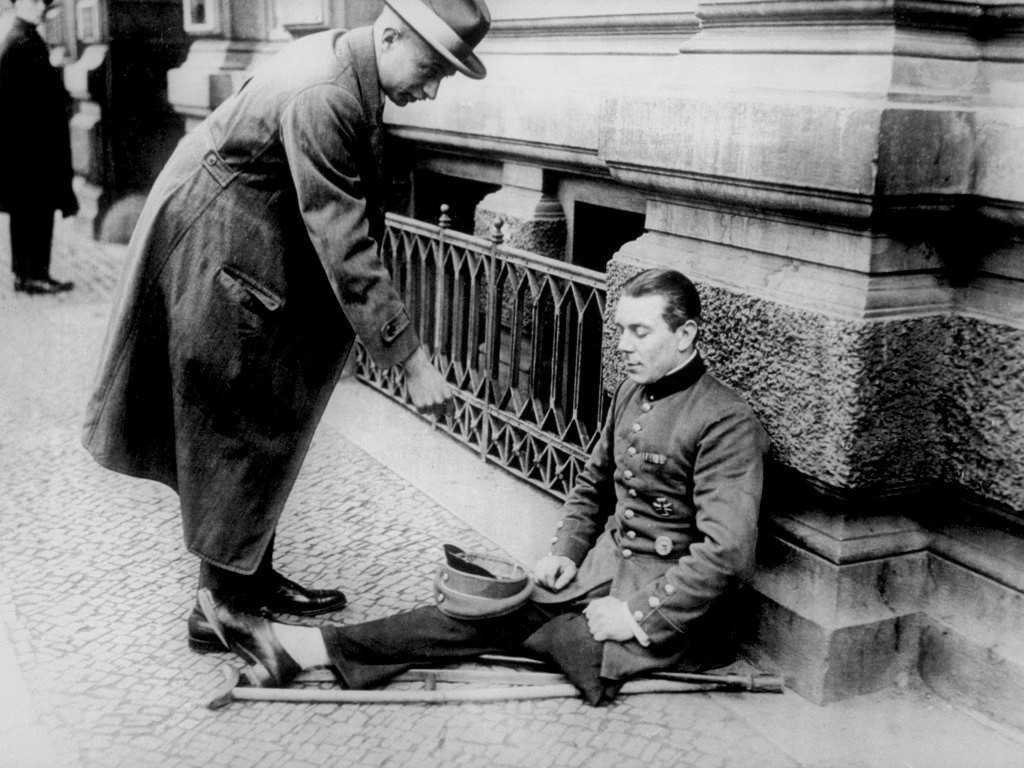
Un mutilato di guerra tedesco (1923)

Per mutilazione si intende l'asportazione o perdita invalidante di un arto, o più estensivamente, una menomazione puramente funzionale.

## Utilizzi
Il concetto di "mutilazione" si applica in ambito medico quando l'arto amputato influisce in maniera determinante sulla qualità della vita di un individuo. Tuttavia, esso non si applica in ogni caso di amputazione; in tal senso, l'Enciclopedia Treccani cita diversi esempi quali l'asportazione chirurgica dell'appendice ciecale o delle tonsille, le estrazioni dentarie, e l'ablazione della ghiandola tiroide.
La mutilazione può essere accidentale, oppure - inflitta ad altri, o anche a sé stessi - intenzionale. In quest'ultimo caso è stata (ed è tuttora) praticata in varie parti del mondo a scopi sociali, rituali, religiosi o come forma di pena (storicamente o anche, illegalmente, al giorno d'oggi, ad esempio da forze paramilitari o di polizia di regimi autoritari).
Dal punto di vista antropologico, ha funto da rito di passaggio all'età adulta, pratica per il controllo sessuale (ad esempio la circoncisione e la castrazione), sacrificio o per motivi apotropaici.